# Owen Simonin
Pour les articles homonymes, voir Simonin.
 (août 2023).
 (mars 2024).
Owen Simonin, né le 10 mai 1997 à Bastia, en France, plus connu sous le pseudonyme Hasheur, est un entrepreneur, influenceur et conférencier français spécialisé dans les technologies de la blockchain et des cryptomonnaies.

## Biographie

### Éducation
En 2015, il passe un baccalauréat scientifique au lycée Montesoro de Bastia, puis intègre le programme BBA de l’EDHEC, à Lille et, en 2017, l’Université de Dayton, dans l'Ohio, aux États-Unis.

### Carrière
Dès ses 14 ans, Owen décide de créer une partie sur le célèbre jeu Minecraft. Il diffuse une vidéo sur YouTube, dans laquelle il propose aux gens de rejoindre sa partie; sans le savoir il crée ainsi sa première entreprise. Le serveur MVWild qui atteindra les 120000 joueurs après quelques années (serveur fermé le 23 décembre 2023), ce serveur est son premier pas dans l'entrepreneuriat. Il tentera également de lancer plusieurs boutiques de e-commerce dropshipping à la même période.  
En 2016, il crée la chaîne YouTube « Hasheur » sur laquelle il vulgarise les technologies de la blockchain et des cryptomonnaies.  
En mai 2017, il fonde sa première entreprise, Just Mining, renommée Meria en décembre 2022. 
En 2018, il co-fonde Deskoin, plateforme d’échange de cryptomonnaies françaises, qui devient en 2019 partenaire de l’éditeur de logiciel Global POS. 
En 2019, il fonde la HashConsulting, une agence de conseil et de communication axée sur la blockchain. Elle accompagnera notamment des grands groupes comme Lacoste ou Renault dans leur transition vers le web3,. 
En 2021, ses deux sociétés Meria (ex Just Mining) et Deskoin sont enregistrées comme Prestataire de Services sur les Actifs Numériques (PSAN) auprès de l'Autorité des marchés financiers (France). 
Depuis 2021, il anime l’émission « Les Pros de Crypto » sur BFM Business. 

### Contributions publiques
Fin 2017, il diffuse une vidéo, « l’arnaque du siècle » pour dénoncer BitConnect, une pyramide de ponzi qui s’effondre quelques mois plus tard. Quelques mois plus tard, en février 2018, il interpelle le Ministre de l'Économie et des Finances français, Bruno Le Maire, pour le corriger à la suite d'une interview maladroite sur les cryptomonnaies.
En 2023, il contribue au débat autour de la loi sur les influenceurs et sera entendu à ce sujet par le Sénat français.